# Giampaolo Caruso
Giampaolo Caruso (* 15. August 1980 in Avola) ist ein ehemaliger italienischer Radrennfahrer.

## Sportlicher Werdegang
2000 gewann er die Trofeo Gianfranco Bianchin. 2001 wurde Giampaolo Caruso wurde 2001 Europameister der U23-Klasse und im Oktober desselben Jahres in Lissabon Vizeweltmeister hinter Yaroslav Popovych in derselben Kategorie. Daraufhin bekam er einen Vertrag bei dem spanischen Radsportteam O.N.C.E.-Eroski.
Seinen ersten internationalen Elitesieg feierte Caruso 2003 bei der Tour Down Under auf der fünften Etappe, wurde jedoch wegen eines positiven Dopingtests auf ein Steroid disqualifiziert und für sechs Monate gesperrt. Bei der Lombardei-Rundfahrt 2005 kam Caruso in der kleinen Spitzengruppe um den Sieger Paolo Bettini ins Ziel und belegte den vierten Platz. Beim Giro d’Italia 2006 kam er bei der ersten Bergankunft vor vielen Favoriten auf dem vierten Rang ins Ziel.
2006 stand Carusos Name auf der sogenannten Fuentes-Liste dopingverdächtiger Fahrer. Eine vom Italienischen Olympischen Komitee ausgesprochen zweijährige Sperre wurde jedoch vom Weltsportgerichtshof CAS aufgehoben.
2014 konnte er das Eintagesrennen Mailand-Turin nach einer Attacke am Schlussanstieg für sich entscheiden.
Im August 2015 wurde eine Blutprobe von Caruso positiv auf EPO getestet. Die Probe war am 27. März 2012 in einer Trainingskontrolle genommen worden. Er wurde zunächst provisorisch gesperrt. Caruso sollte eigentlich bei der Vuelta a España starten. Im Juni 2017 wurde er rückwirkend vom 18. August 2015 bis 17. August 2017 gesperrt.

## Erfolge
2001
- Weltmeisterschaft (U23) – Straßenrennen
- Europameister – Straßenrennen (U23)

2008
- Bergwertung Österreich-Rundfahrt

2009
- Gesamtwertung und zwei Etappen Brixia Tour

2010
- Mannschaftszeitfahren Burgos-Rundfahrt

2014
- Mailand–Turin

## Grand-Tour-Platzierungen
| Grand Tour            | 2004 | 2005 | 2006 | 2007 | 2008 | 2009 | 2010 | 2011 | 2012 | 2013 | 2014 | 2015 |
| --------------------- | ---- | ---- | ---- | ---- | ---- | ---- | ---- | ---- | ---- | ---- | ---- | ---- |
| Giro d’ItaliaGiro     | –    | 19   | 12   | –    | –    | –    | 46   | 42   | –    | 41   | DNF  | –    |
| Tour de FranceTour    | –    | –    | –    | –    | –    | –    | –    | –    | 37   | –    | –    | 90   |
| Vuelta a EspañaVuelta | 72   | 59   | –    | –    | –    | –    | 36   | –    | –    | 49   | 15   | –    |